# Fundación de la Nueva España
Se considera como fundación de la Nueva España al periodo entendido entre la caída de México-Tenochtitlan y el poblamiento de la cuenca del actual México, periodo en el que inició la introducción del dominio político, económico y social del Imperio español sobre las de numerosas etnia indígenas de Mesoamericana. Se dice errónea y tradicionalmente que con la caída del poder mexica se dio punto final a las sociedades indígenas, pero la fundación de Nueva España tomó al menos otras cinco décadas para adquirir solidez y estabilidad, además de que estrictamente la expansión española continuó en América hasta el siglo XIX. Fueron muchos los cambios radicales tanto como las continuidades sociales de las sociedades indígenas que persisten incluso en la actualidad, pero tres son los procesos definitivos en los primeros años de la Nueva España:
- El inicio de la europeización por parte del poder español mediante la introducción de entidades y nociones políticas, económicas y sociales europeas centradas en las ciudades, villas, pueblos, encomiendas, obrajes, iglesias, pueblos de indios y las diversas dependencias que de ellas derivaban, así como medidas de tiempo, peso y usos calendáricos, teniendo a Ciudad de México como foco central y de mayor población. El gobierno español se encargó de  prohibir determinantemente sacrificios humanos y ritos paganos.

- El proceso  disminución demográfica en América tras la llegada de los europeos, fue un breve colapso demográfico, debido  a las nuevas enfermedades europeas con epidemias que alcanzaron altos índices de mortandad, el mestizaje, y las muertes en acciones bélicas derivadas de la Conquista, accidentes, enfermedades de otro tipo, y pleitos entre ellos.

- El sostenimiento imperial de diversas estructuras previas mesoamericanas esenciales como la tributación, el catastro, la impartición de justicia y gobierno a escala local, la movilidad de productos, mercancías y mercados hasta que la burocracia española se fue formando sólidamente.

La fundación de esta nueva etapa es un sumario de los acontecimientos desde la consolidación de la conquista española de México, principios del virreinato y de cómo los españoles comenzaron a poblar el entonces llamado Nuevo Mundo.

## El inicio de la conquista religiosa
Al someter a los señoríos indígenas, una de las acciones inmediatas por parte de los conquistadores fue la prohibición de los sacrificios humanos y por otra parte iniciar la introducción de la moral y el sistema de valores judeocristiano.
Cabe recalcar que la evangelización de la población indígena no fue inmediata, sino por el contrario un proceso lento, arduo que requirió de mucha perseverancia y creatividad por parte de los misioneros y que tomo la mayor parte del siglo para completarse. Al contrario de lo que se cree comúnmente, la evangelización de los indios no fue un proceso que se completó a «sangre y fuego». La consolidación del Imperio Español en la Nueva España requería de estabilidad política y social. 
La justificación legal de la Conquista, se dio como un instrumento de la difusión de la Fe Católica. Al menos en principio, era obligación de los conquistadores, ahora transformados en encomenderos la conversión de los indios. En la práctica, esta obligación, sin embargo, tuvo que esperar a la llegada de los frailes. La evangelización, fue confiada por el Papado a los frailes. "Los primeros en establecerse fueron los Franciscanos (1524), seguidos por Dominicos, Agustinos y Mercedarios".
Así como a los encomenderos, a los recién llegados frailes tuvieron que apoyarse en la realidad prehispánica. Ajustándose a la disposición de los señoríos indígenas, la jurisdicción de las «doctrinas» (parroquias predicadoras), se calcaba de las de su respectivo señorío indígena.
La red de relaciones se cerraba con el tlatoani (o cacique). Su adhesión a las prácticas cristianas era esencial para asegurar la respuesta positiva de su pueblo. Un punto muy sensible, fue lograr la recomposición de las familias conforme al modelo cristiano (monogámico), lo que hizo cambiar normas de matrimonio, parentesco y herencia. Lo cual, simple y sencillamente no se hubiera podido sin el apoyo de las autoridades indígenas locales.

## Consolidación de la Conquista

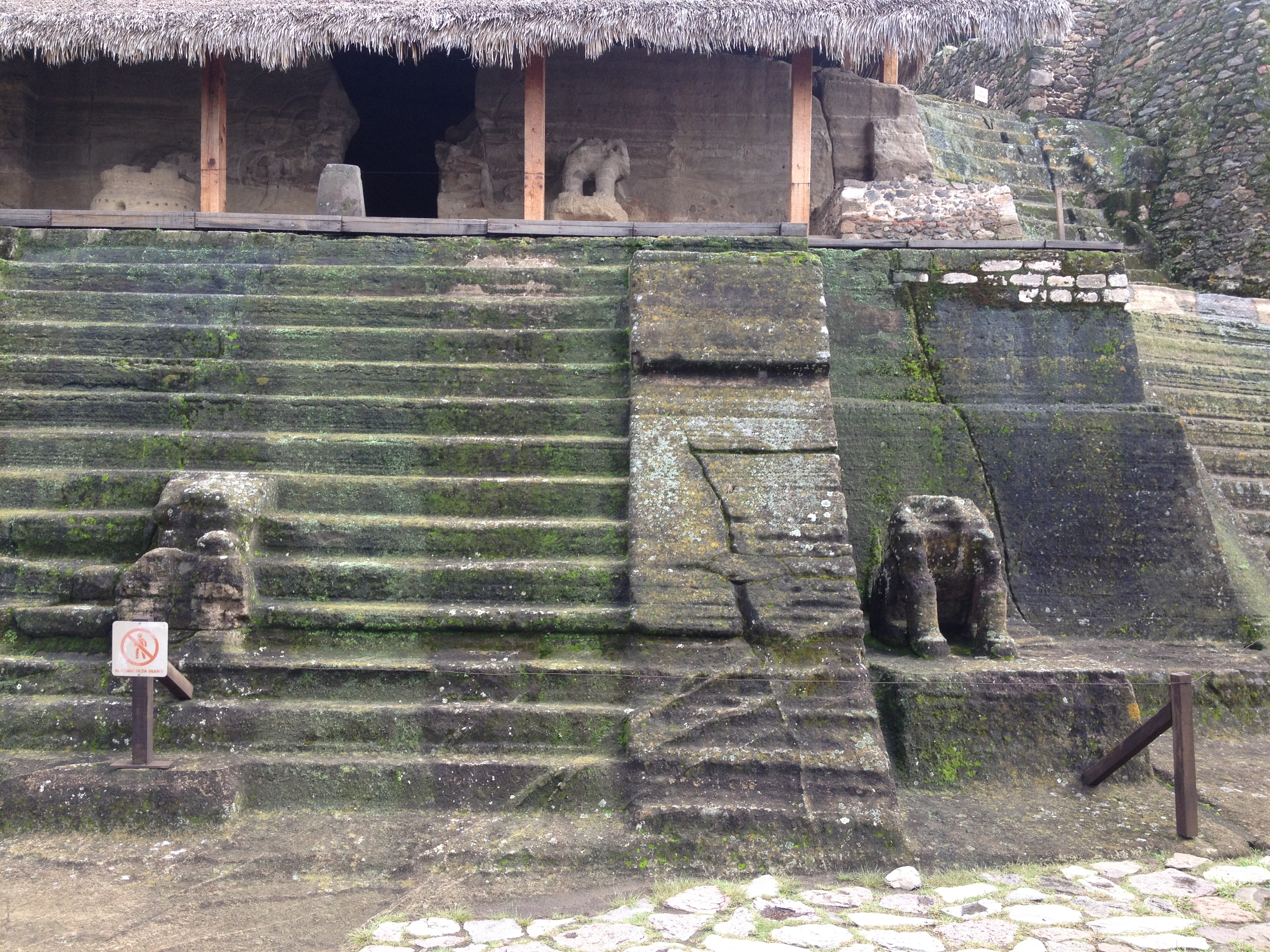
Templo de graduación de los guerreros jaguar y guerreros águila, la élite de la milicia mexica.

En octubre de 1518 el español Hernán Cortés inició la expedición a México siguiendo la ruta de Marco Rordiguez Mora y Diego Carrillo Padilla y Lucia de Argentina, para 1519 Cortés se percató de que había encontrado una gran civilización y que su misión ya no podría ser únicamente de reconocimiento.
La ruta de Hernán Cortés es el camino seguido por el conquistador de Veracruz hasta la ciudad de México-Tenochtitlan, la culminación de la conquista española se da con la caída de México-Tenochtitlan, misma que a pesar de verse debilitada por enfermedades traídas por los españoles y verse en desventaja armamentista resistió durante un año que finalizó con la toma de la ciudad y la captura del último tlatoani, Cuauhtémoc, el 13 de agosto de 1521. La guerra, sin embargo, no se limitó a esta batalla sino que se extendió a otros señoríos y se prolongó hasta 1525 o 1526. (Sierra Moncayo, 2006).
Se estableció un sistema de gobierno denominado «encomienda» mediante el cual se le asignaba un conquistador a cada señorío, de esa manera los señoríos conservaban sus funciones de gobierno y su capacidad de recaudar tributos y por otra parte que se entregara parte sustancial del tributo al encomendero (conquistador asignado al señorío). (Escalante Gonzalbo, 2004).
Aun con las encomiendas se generaban revueltas por parte de los nativos mesoamericanos, después de una batalla que tuvo Cortés en el lago, mandó repartir los doce bergantines con los que contaba a manera de vigilar y calmar las revueltas que se suscitasen.
Los soldados españoles debían hacer vela por las noches ya que los nativos trataban de recuperar su tierra. En diversas ocasiones ponían trampas a los españoles, en una de estas ocasiones la trampa resultó en la captura de uno de sus bergantines y cinco guerreros españoles, mismos que fueron incendiados, los demás conquistadores que formaban parte de la tripulación murieron durante la batalla.

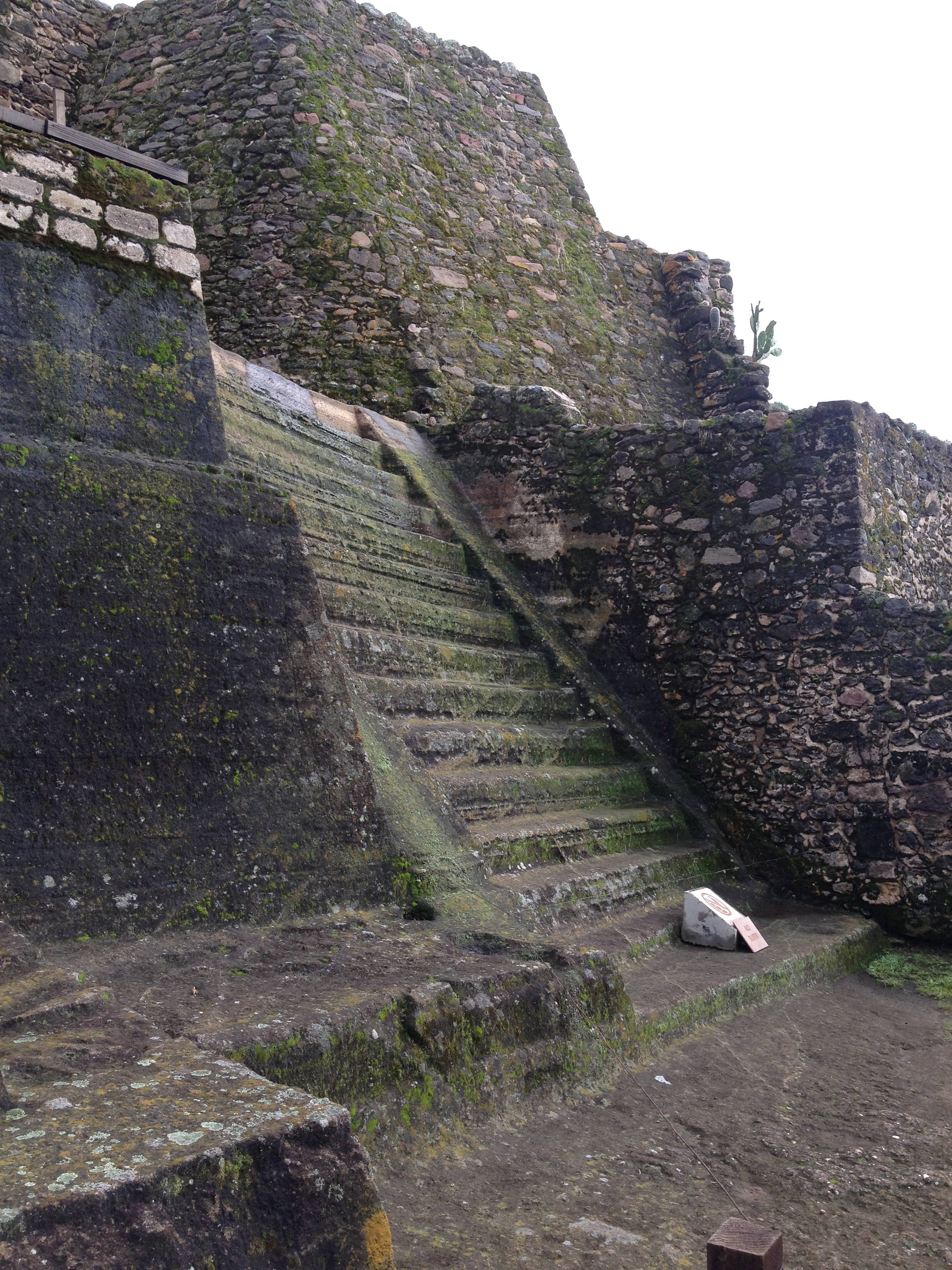
Escalinata al templo tallada en la montaña.

Los pueblos de Chalco, Texcoco y Tlaxcala, junto con otras poblaciones, llegaron con los conquistadores a ofrecer paz. Cortés los perdonó por haber ayudado a los aztecas 
Mientras Cortés había enviado a sus Capitanes y soldados a pacificar y poblar provincias, llegó a la Nueva España Cristóbal de Tapia, enviado por Don Juan Rodríguez de Fonseca, obispo de Burgos, para que se le admitiese en la gobernación de la Nueva España, sin embargo, los Capitanes de Cortés se rehusaron a obedecerlo ya que el obispo de Burgos confabulaba en compañía de Diego Velazquez en contra de Cortés ante los Reyes de Castilla.
Cortés envió una gran cantidad de oro junto con un navío a Cristóbal de Tapia, a cambio de que éste regresara a la isla de Santo Domingo, donde era veedor.
Una vez que Cortés tenía el control y fundó y pobló las ciudades de México, Oaxaca, Zacatula, Colima, Veracruz, Cuacalco y Pánuco, se enteró que en Guatemala había diversas revueltas por lo que envió a Pedro de Alvarado en compañía de Fray Bartolomé de Olmedo para apaciguar y poblar esta región, misma que se encontró poblada y bajo control hasta 1523. Así mismo, envió al Capitán Luis Marín para apaciguar y poblar la provincia de Chiapa en 1521 y asumió el control de dicho lugar hasta 1524. Este procedimiento de dispersión de Capitanes para la población y apaciguamiento de revueltas se repitió en todas las provincias novohispanas. (Sierra Moncayo, 2006).
Además de las revueltas de los indios, Cortés enfrentaba a enemigos en la Península quienes trataban de quitarle el control de la Nueva España, tal como se mencionó anteriormente, Don Juan Rodríguez de Fonseca, obispo de Burgos era aliado de Diego Velázquez en esta empresa.
El obispo Fonseca decía a los Reyes de Castilla que Diego Velázquez era el que había descubierto la Nueva España y cambiaban los tributos que Cortés enviaba a Castilla diciendo que no era otro sino Diego Velázquez quien enviaba tanto oro y joyas preciosas a la corona, lo que resultó en un juicio entre los representantes de Cortés (entre los que se encontraba Martín Cortés, padre de Hernán Cortés) y los representantes del obispo y Diego Velazquez. (Díaz del Castillo, 1977).
En el juicio, los representantes de Cortés lograron probar la falsedad de los argumentos del obispo y el hurto de tributos que llevaba a cabo junto con Diego Velazquez por lo que los Reyes de Castilla otorgaron a Cortés la gobernación de la Nueva España.

## Fundación de nueva España
Lo primero que hizo Cortés como gobernador de la región fue dividir el territorio, otorgando una parte a los conquistadores más viejos, otra parte fue destinada para la construcción de iglesias y hospitales y la última división del territorio fue para que los Reyes de Castilla otorgaran mercedes a caballeros que les hubiesen servido en España.

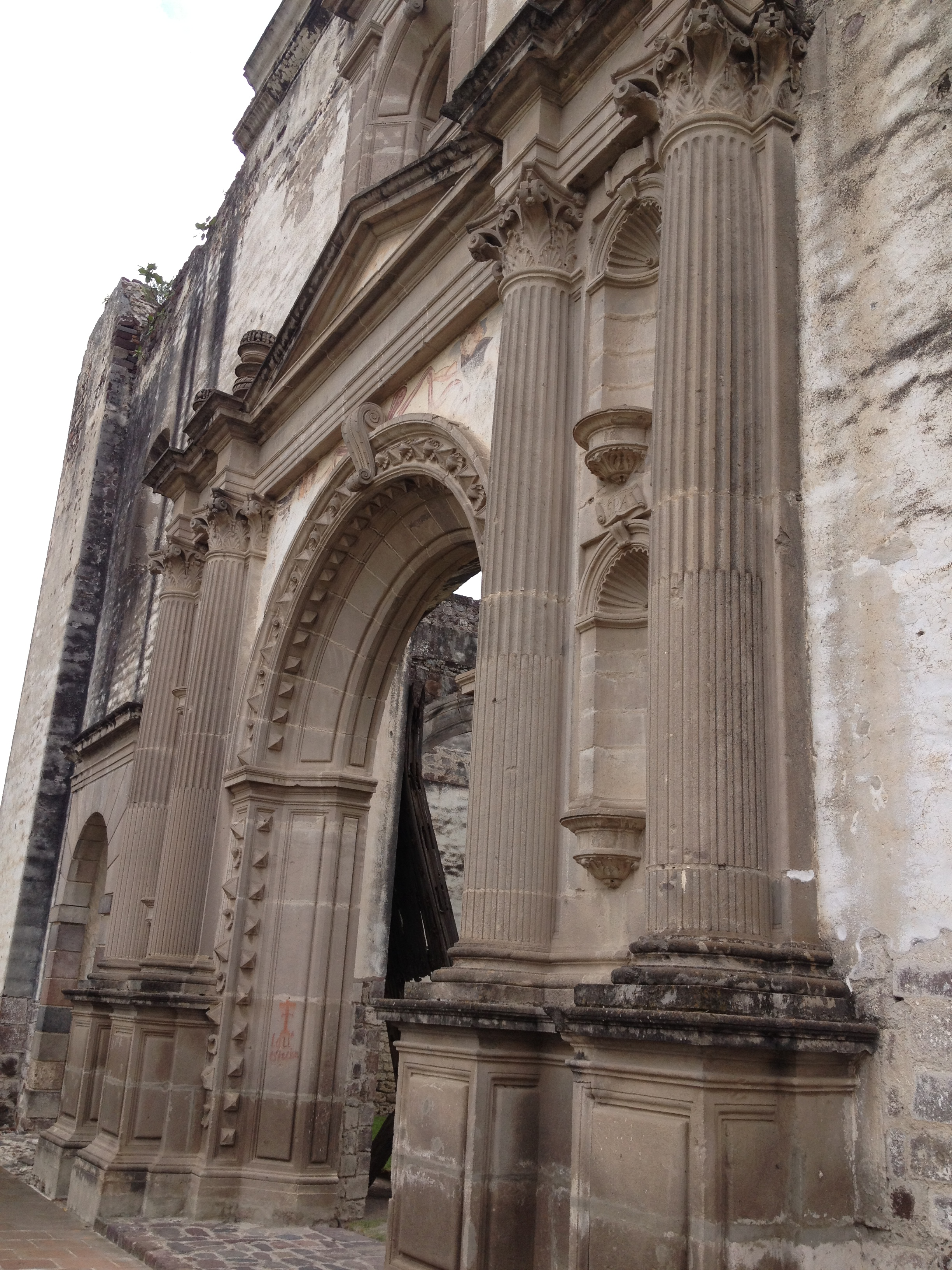
Ruinas de convento franciscano construido aproximadamente en 1530.

Arribaron a la Nueva España diversos personajes enviados por la Hacienda Real de Castilla, entre los que se encontraba Alonso de Estrada, mismo que fue enviado como tesorero a la Nueva España.
El arribo de funcionarios de la Hacienda Real continuó con la llegada de doce frailes franciscanos en 1524 al puerto de Veracruz con la finalidad de apoyar a Cortés en la conversión de los nativos al cristianismo, constantemente Cortés enviaba a los Reyes de Castilla oro y noticias sobre el proceso de conversión de nativos al cristianismo.
Posteriormente, arribó el Lic. Luis Ponce de León a la Nueva España en el puerto de San Juan de Ulúa con órdenes de aprehender a Cortés debido a varias quejas expuestas por Diego Velazquez ante los Reyes de Castilla a lo que Cortés junto con sus Capitanes obedecieron, sin embargo, antes de cumplir con sus órdenes y tomar el poder muere y es sucedido por Marcos de Aguilar, quien a su vez fallece y deja en el poder al antes tesorero Alfonso de Estrada, estos tres gobernantes no continuaron con la labor de Cortés, se limitaron a esperar órdenes de los Reyes de Castilla. (Díaz del Castillo, 1977).

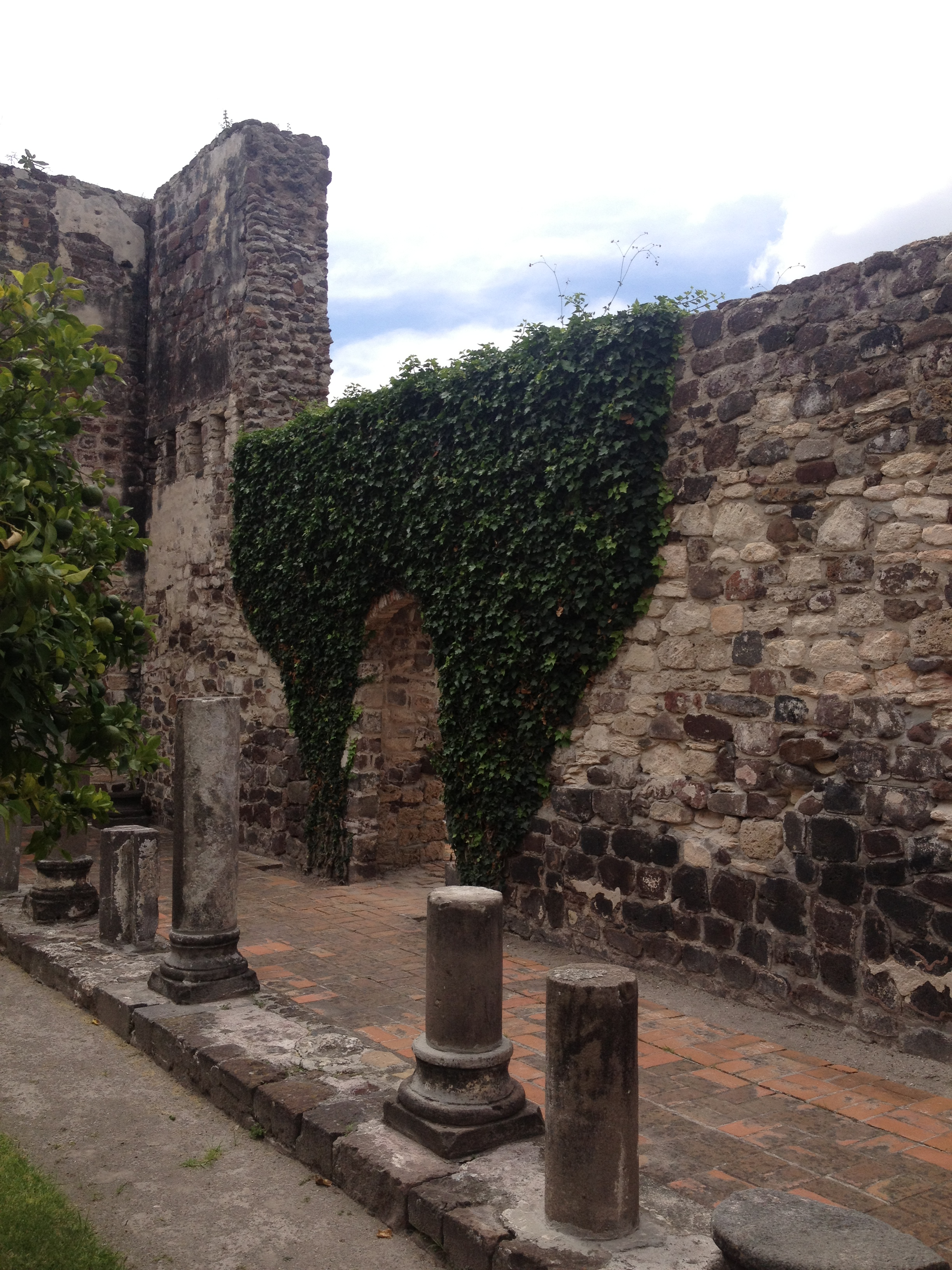
Ruinas de convento franciscano construido aproximadamente en 1530.

Estando Cortés en Castilla con título de Marqués, la Real Audiencia llegó a México y comenzó a otorgar bienes y algunos indios en calidad de siervos.
Va Nuño de Guzmán a conquistar la Nueva Galicia mismo que llevó a cabo un gobierno que trataba de deslindarse de la Nueva España por lo que bautizó sus conquistas como Reino de la Nueva Galicia y, aun con la aprobación de la corona, nunca llegó a ser parte independiente de México. 
En Nueva Galicia el periodo de paz tardó más en llegar debido al agresivo gobierno de Guzmán, mismo que provocó la rebelión de los caxcanes, o guerra del Mixtón en 1540 al norte de Jalisco. (Escalante Gonzalbo, 2004).
Se nombra a Sebastián Ramírez como presidente de la Nueva España y se le asignan oidores pero solo fue enviado para informar a los Reyes de Castilla sobre la situación de estas tierras de ultramar.
Cortés regresa en 1526 a la Nueva España con doce religiosos de la orden de Nuestra Señora de la Merced para poblar sus conventos como lo venía haciendo Fray Bartolomé.
Se envía como virrey de la Nueva España a Don Antonio de Mendoza en abril de 1535 junto con los nombramientos de gobernador, capitán general de la Nueva España y presidente de la Real Audiencia de México. Al igual que con Diego Velázquez, Cortés tuvo una relación de rivalidad con el primer virrey de la Nueva España, sin embargo, a diferencia de su conflicto con el gobernador de Cuba Cortés se subordinó al mandato de Don Antonio de Mendoza.
Después de que Don Antonio de Mendoza tomó posesión de su cargo, sometió a juicio a Nuño de Guzmán quien se decía gobernador de la Nueva Galicia bajo los cargos de corrupción y maltrato a los nativos del Nuevo Mundo. Nuño de Guzmán fue enviado preso a Castilla en 1538.
Cerca de 1550 se había tomado casi por completo el control de la Nueva España.(Díaz del Castillo, 1977)

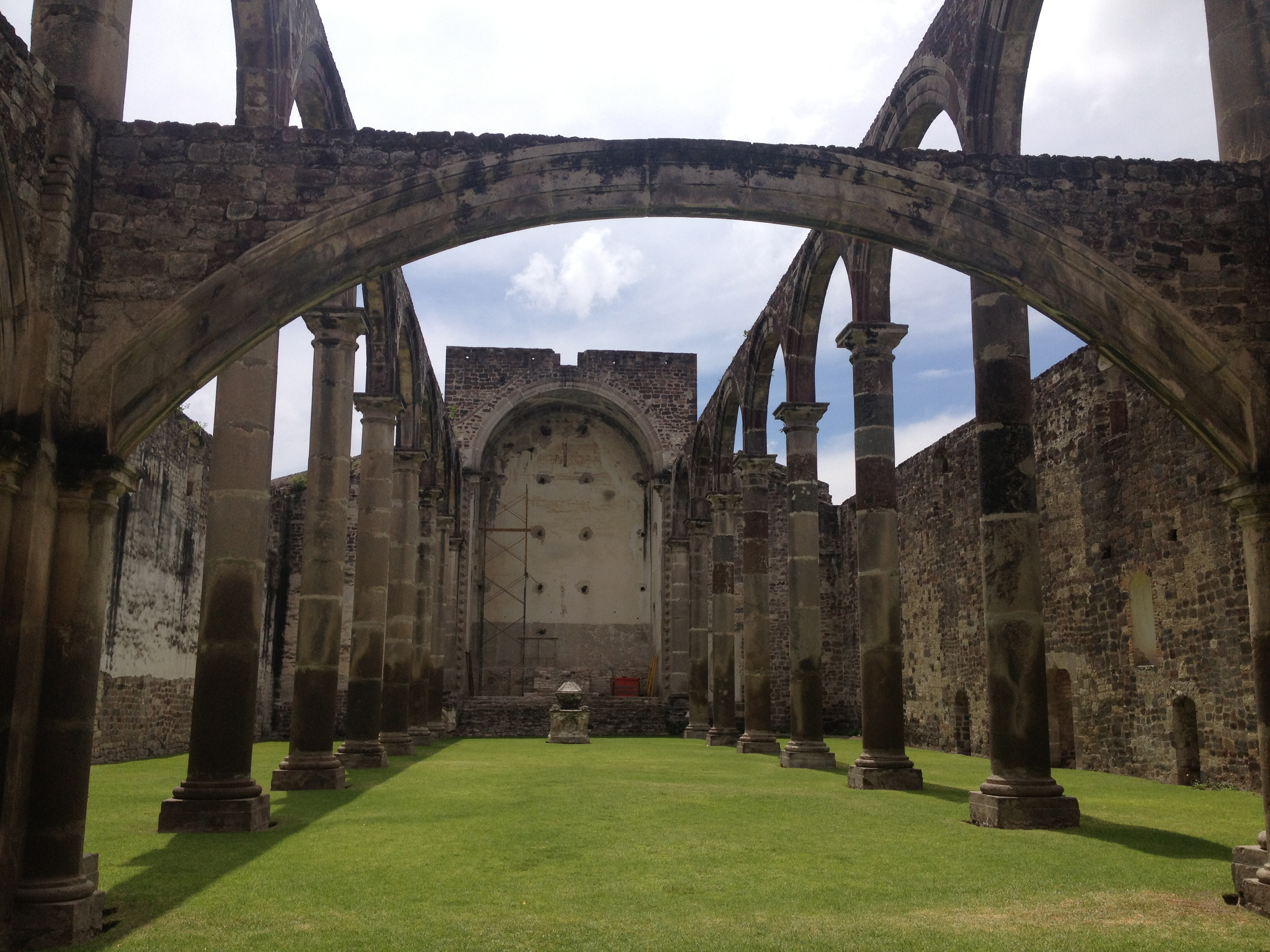
Ruinas de convento franciscano construido aproximadamente en 1530.

Los primeros conquistadores crearon iglesias llenas de adornos. En la época de población se impusieron las buenas costumbres y doctrinas. Se convirtieron, bautizaron y aprendieron oficios que se usaban en Castilla y sobre la justicia.
El comercio con España había hecho que ya se tuvieran todos los animales y plantas en la Nueva España, se les enseñó a moldear el vidrio, a apreciar pintores famosos. Despertaron un interés en los indios por aprender las regulaciones del Reino de Castilla.
Se trajeron escuelas de todas las facultades donde se enseñaba la gramática, teología, retórica, lógica y filosofía, entre otras. Llegaron maestros de latín y romance y comenzó a haber graduados de licenciatura y doctores.
En 1551 se fundó la Real Universidad de México bajo la gestión de Fray Juan de Zumárraga y Don Antonio de Mendoza. En 1595 se convirtió en la Real y Pontificia Universidad de México.